# ماتیو تورکت
ماتیو تورکت (انگلیسی: Mathieu Turcotte؛ زادهٔ ۸ فوریهٔ ۱۹۷۷) اسکیت‌باز سرعت اهل کانادا است.